# St. Mirren F.C.
Saint Mirren Football Club – szkocki klub piłkarski z siedzibą w Paisley, założony w 1877 roku. Obecnie występuje w Scottish Premiership.
Do największych sukcesów klubu należy trzykrotne zdobycie Pucharu Szkocji w 1926, 1959 i 1987 roku. Klub grał również trzykrotnie w finale tych rozgrywek. Wywalczył również Puchar Ligi Szkockiej w 2013 roku. Klub grał dwukrotnie w finale tych rozgrywek.
Menadżerem drużyny jest Gus MacPherson. Siedziba klubu znajduje się w Paisley. Zespół gra na St. Mirren Park, który może pomieścić 10 800 widzów. Rekord frekwencji padł w 1949 roku, gdy miejscowi podejmowali Celtic F.C., a na trybunach zasiadło około 47 tysięcy widzów.

## Obecny skład
Stan na 2 sierpnia 2023
| Nr | Poz. | Piłkarz               |
| -- | ---- | --------------------- |
| 1  | BR   | Zach Hemming          |
| 2  | OB   | James Bolton          |
| 3  | OB   | Scott Tanser          |
| 5  | OB   | Richard Taylor        |
| 6  | PO   | Mark O'Hara (kapitan) |
| 7  | NA   | Jonah Ayunga          |
| 8  | PO   | Ryan Flynn            |
| 9  | NA   | Mikael Mandron        |
| 10 | NA   | Conor McMenamin       |
| 11 | PO   | Greg Kiltie           |
| 13 | PO   | Alex Gogić            |
| 15 | PO   | Caolan Boyd-Munce     |

| Nr | Poz. | Piłkarz                                    |
| -- | ---- | ------------------------------------------ |
| 17 | PO   | Keanu Baccus                               |
| 18 | OB   | Charles Dunne                              |
| 19 | NA   | Stav Nahmani (wypożyczony z Maccabi Hajfa) |
| 20 | NA   | Toyosi Olusanya                            |
| 21 | NA   | Alex Greive                                |
| 22 | OB   | Marcus Fraser (wicekapitan)                |
| 23 | OB   | Ryan Strain                                |
| 24 | NA   | Lewis Jamieson                             |
| 25 | OB   | Luke Kenny                                 |
| 26 | OB   | Sean Mackie                                |
| 27 | BR   | Peter Urminský                             |
| 28 | NA   | Aiden Gilmartin                            |
| 34 | OB   | Ethan Sutherland                           |

## Europejskie puchary
Legenda do wszystkich tabel:
- Q – runda eliminacyjna, 1/16, 1/8, 1/4, 1/2 – odpowiednia faza rozgrywek, Grupa – runda grupowa, 1r gr – pierwsza runda grupowa, 2r gr – druga runda grupowa, F – finał, R – runda, PO – play-off
- k. – rzuty karne, los. – losowanie, Dogr. – dogrywka, w. – zasada bramek strzelonych na wyjeździe

| Sezon   | Rozgrywki                 | Runda | Przeciwnik       | Dom | Wyjazd | Ogólnie    |
| ------- | ------------------------- | ----- | ---------------- | --- | ------ | ---------- |
| 1980/81 | Puchar UEFA               | 1R    | IF Elfsborg      | 0–0 | 2–1    | 2–1        |
| 1980/81 | Puchar UEFA               | 2R    | AS Saint-Étienne | 0–0 | 0–2    | 0–2        |
| 1983/84 | Puchar UEFA               | 1R    | Feyenoord        | 0–1 | 0–2    | 0–3        |
| 1985/86 | Puchar UEFA               | 1R    | Slavia Praga     | 3–0 | 0–1    | 3–1, Dogr. |
| 1985/86 | Puchar UEFA               | 2R    | Hammarby IF      | 1–2 | 3–3    | 4–5        |
| 1987/88 | Puchar Zdobywców Pucharów | 1R    | Tromsø IL        | 1–0 | 0–0    | 1–0        |
| 1987/88 | Puchar Zdobywców Pucharów | 2R    | KV Mechelen      | 0–2 | 0–0    | 0–2        |
| 2024/25 | Liga Konferencji          | 2Q    | Valur            | 4–1 | 0–0    | 4–1        |
| 2024/25 | Liga Konferencji          | 3Q    | Brann            | 1–1 | 1–3    | 2–4        |